# 塚原秀巌
塚原 秀巌（つかはら しゅうがん、1961年1月23日 - ）は、日本の書道家。本名：塚原秀信（つかはら ひでのぶ）。岐阜県関市出身。
作新学院高等学校国語科、書道科教諭、書道部顧問。主事：石飛博光。

## 経歴
岐阜県立関高等学校、東海大学出身。
創玄書道会一科審査員、毎日書道展審査会員、博光書道会副理事長、鹿沼市書道連盟会長、栃木県書道連盟副会長。
2021年4月、新型コロナウィルスの終息を願い「和プロジェクトTAISHI」企画日光輪王寺で奉納揮毫を行った。

## 受賞歴
- 創玄現代書展白鴎賞
- 毎日書道展会員賞
- 創玄展準大賞
- 國井誠海賞
- 日展入選
- 2016年栃木県文化奨励賞[2]